# ヤマップ
株式会社ヤマップ （英: YAMAP INC.）は、福岡県福岡市博多区に本社を置き、ソフトウェア開発を行う日本の企業。春山慶彦によって設立された。スマートフォンアプリ「YAMAP」を開発・運営のほか、オンラインストア「YAMAP STORE」、「YAMAP アウトドア保険」の販売、Webメディア「YAMAP MAGAZINE」の運営などをしている。

## 沿革
※ 株式会社ヤマップ /YAMAP｜沿革（外部サイト）
- 2013年
  - 3月 - 登山アプリ「YAMAP」をリリース。
  - 7月 - 株式会社セフリ設立。

- 2014年10月 - YAMAPがグッドデザイン賞特別賞「ものづくりデザイン賞（中小企業庁長官賞）」受賞[2]。
- 2015年
  - 7月 - 本社を福岡市中央区天神に移転。
  - 7月 - 「YAMAPアウトドア保険」をリリース。

- 2016年
  - 3月 - シリーズA 1.7億円の資金調達を実施。
  - 10月18日 - 社名を株式会社ヤマップに変更。
  - 10月 - 本社を福岡市博多区綱場町に移転。

- 2017年
  - 3月 - 環境省と国立公園オフィシャルパートナーシップを締結。
  - 4月 - 東京支社を設立。
  - 8月 - 活動計画機能（現在は登山計画機能）をリリース。
  - 12月 - 国土地理院・登山道情報に関する協力協定締結。同日、株式会社ヤマレコも同協定を締結。

- 2018年
  - 3月20日 - 第3回宇宙開発利用大賞・内閣府特命担当大臣（宇宙政策）賞を受賞[3]。
  - 4月 - シリーズB 約12億円の資金調達を実施。
  - 5月 - 東京支社を東京都千代田区丸の内に移転。
  - 8月 - 「YAMAP」が100万DLを突破。
- 2019年
  - 3月 - 「YAMAP登山ほけん」をリリース。
  - 4月 - 東京支社を中央区京橋に移転。
  - 6月 - ECサイト「YAMAP STORE」をオープン。
  - 11月 - 登山情報サイト「YAMAP MAGAZINE」をリリース。
  - 12月 - 有料会員プラン「YAMAPプレミアム」をリニューアル。
- 2020年
  - 7月 - 本社を福岡市博多区博多駅前に移転。
  - 9月 - 「YAMAP」が200万DLを突破。

- 2021年
  - 3月 - 本社に「YAMAP STORE」の実店舗をオープン。
  - 3月 - シリーズC 約2億円の資金調達を実施。
  - 7月 - 「YAMAP DOMO」をリリース。
  - 10月 - 経済産業省「J-Startup」50社に選定。
  - 12月 - 「2021年 日本テクノロジーFast 50」で７位を受賞。

- 2022年
  - 3月 - 国際規格の情報セキュリティマネジメントシステム（ISMS）認証を取得。
  - 4月 - YAMAPアプリが300万ダウンロードを突破。
  - 10月 - 「YAMAP DOMO」グッドデザイン賞「2022 グッドデザイン・ベスト100」受賞。
  - 12月 - 「サブスク大賞2022」グランプリを受賞。

- 2023年
  - 6月 - 「日本DX大賞2023」大賞受賞。
  - 10月 - YAMAPアプリが400万ダウンロードを突破。

- 2024年
  - 3月 - 東京オフィスを港区西新橋に移転。
  - 5月 - 「株式会社ヤマップネイチャランス損害保険」設立。「YAMAP アウトドア保険」の販売を開始。
  - 10月 - 「YAMAP 流域地図」グッドデザイン賞「2024 グッドデザイン金賞」受賞。
- 2025年
  - 1月 - ヤマップグループの「外あそびレジャー保険」が「2024年日経優秀製品・サービス賞 ファイナンス部門賞」を受賞。

## 特集番組
- 日経スペシャル カンブリア宮殿「現代人を山に呼び戻す! 異色起業家の戦い!」（2023年6月29日、テレビ東京）- CEO 春山慶彦出演[4]。

## 書籍
- 『YAMAP 山登りベストコース 関東周辺版 No.1登山アプリのユーザーの声から生まれた』（著者:ヤマップ）（2022年7月6日、KADOKAWA）ISBN 9784046814975
- 『こどもを野に放て! AI時代に活きる知性の育て方』（編著:春山慶彦、著者:養老孟司 中村桂子 池澤夏樹）（2024年2月26日、集英社）ISBN 9784087881004